# Yentl (album)
Yentl – album amerykańskiej piosenkarki Barbry Streisand, wydany w 1983 roku. Jest on ścieżką dźwiękową do filmu Yentl, który artystka wyreżyserowała i w którym zagrała główną rolę.
Płyta dotarła do 9. miejsca amerykańskiego zestawienia Billboard 200 i uzyskała status platynowej.

## Lista utworów
Strona A
1. „Where Is It Written?” – 4:52
2. „Papa, Can You Hear Me?” – 3:29
3. „This Is One of Those Moments” – 4:07
4. „No Wonder” – 2:30
5. „The Way He Makes Me Feel” – 3:44
6. „No Wonder” (Part Two) – 3:19

Strona B
1. „Tomorrow Night” – 4:43
2. „Will Someone Ever Look at Me That Way?” – 3:03
3. „No Matter What Happens” – 4:03
4. „No Wonder” (Reprise) – 1:05
5. „A Piece of Sky” – 4:19
6. „The Way He Makes Me Feel” (Studio Version) – 4:09
7. „No Matter What Happens” (Studio Version) – 3:18

## Notowania
| Kraj                              | Pozycja |
| --------------------------------- | ------- |
| Australia                         | 24      |
| Austria                           | 7       |
| Holandia (MegaCharts)             | 6       |
| Kanada                            | 16      |
| Niemcy                            | 26      |
| Stany Zjednoczone (Billboard 200) | 9       |
| Szwajcaria                        | 4       |
| Szwecja (Sverigetopplistan)       | 29      |
| Wielka Brytania (UK Albums Chart) | 21      |

## Certyfikaty
| Kraj                     | Certyfikat      |
| ------------------------ | --------------- |
| Austria                  | złota płyta     |
| Kanada (Music Canada)    | platynowa płyta |
| Stany Zjednoczone (RIAA) | platynowa płyta |
| Wielka Brytania (BPI)    | złota płyta     |